# Algida

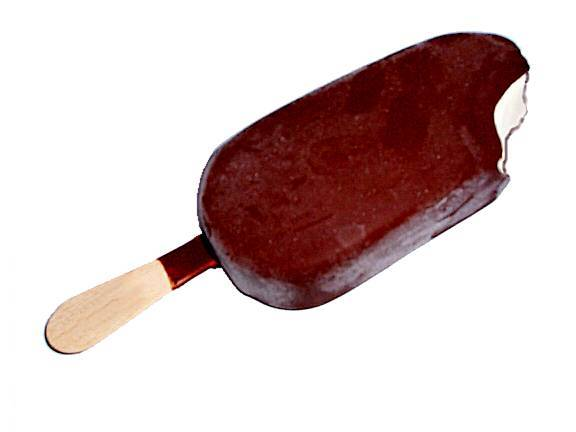
Lody Algida Magnum

Algida – marka lodów należąca do koncernu Unilever. Istnieje od lat 50. XX wieku – jej państwem ojczystym są Włochy.
W Polsce została wprowadzona wraz z zakupem przez koncern fabryki lodów w Baninie w 1993 roku. W ofercie „Algidy” znajdują się lody produkowane dla wszystkich krajów, w których Unilever trudni się ich dystrybucją (m.in. Cornetto, Vienetta), a także te produkowane tylko na rynki lokalne lub grupy krajów (w Polsce np. Big, Kolorki).
Unilever jest jednym z największych producentów lodów na świecie z obrotem sięgającym 5 mld euro rocznie. Posiada obecnie 11 fabryk lodów w Europie, największe z nich znajdują się w: Heppenheim (Bergstraße) w Niemczech, Caivano we Włoszech, Saint-Dizier we Francji oraz Gloucester w Wielkiej Brytanii.

## Inne nazwy

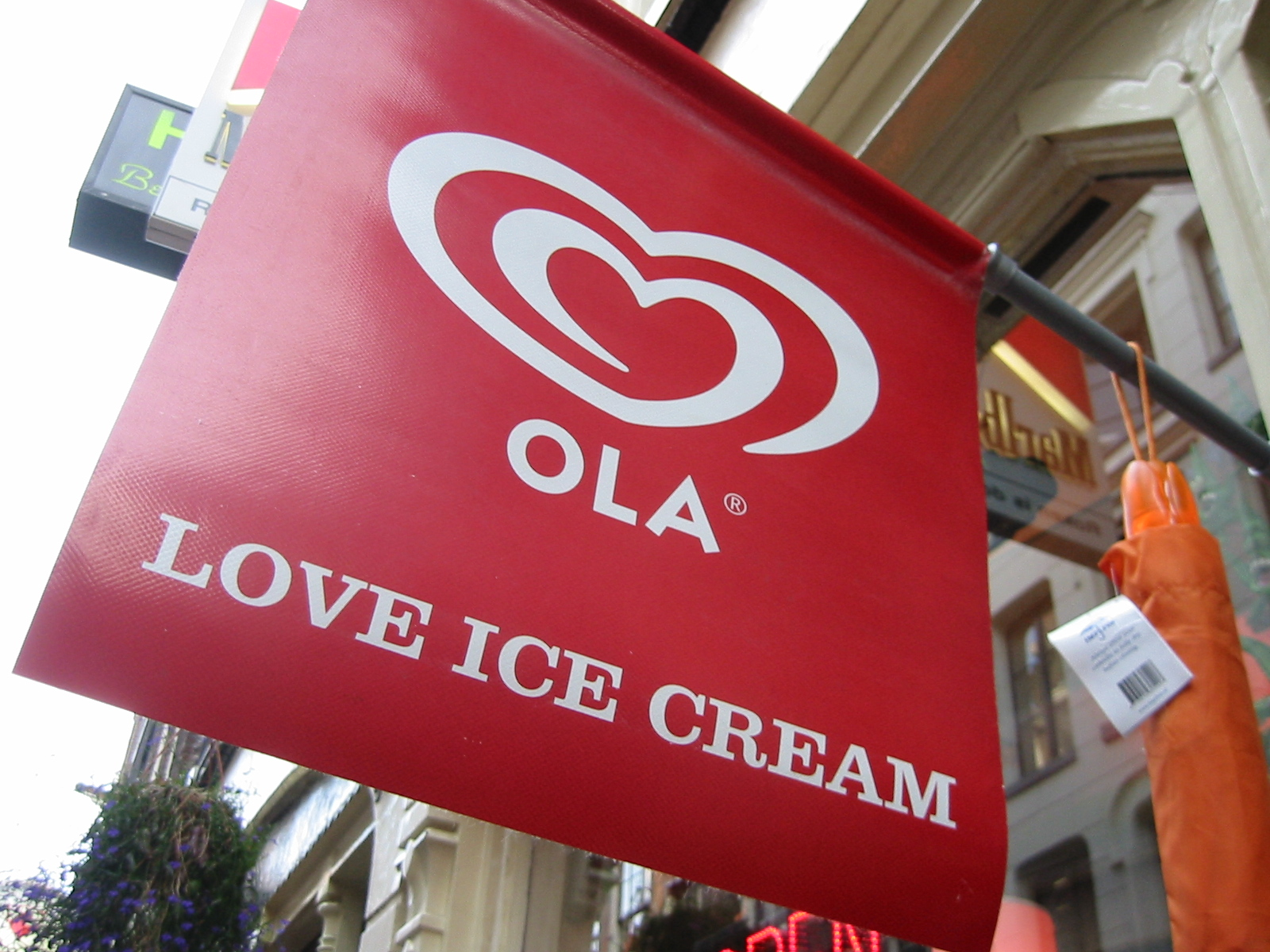
Lody reklamowane pod nazwą Ola w Holandii

Po ujednoliceniu w 1999 roku logotypów większości marek lodów Unilever na świecie (do starych nazw dodano charakterystyczne logo w kształcie serca, częściowo zmodyfikowane w 2003 roku), firma rozpoznawana jest na całym świecie również jako Heartbrand (marka-serce). Pod nazwą Algida, poza Polską, Unilever dystrybuuje lody także w Czechach, Słowacji, Rosji, Serbii, Grecji, Włoszech, Turcji, Rumunii, Węgrzech. W innych krajach można spotkać marki bliźniacze, m.in. Wall's, GB Glace, Streets, Frisko, Ola, Eskimo, Langnese[niewiarygodne źródło?]:
- Algida (Albania, Bułgaria, Cypr, Czechy, Estonia, Grecja, Kosowo, Litwa, Łotwa, Macedonia Północna, Malta, Polska, Rosja, Rumunia, Serbia, Słowacja, Słowenia, Turcja, Węgry, Włochy)
- Bresler (Chile, Boliwia)
- Eskimo (Austria)
- Frigo (Hiszpania)
- Frisko (Dania)
- GB Glace (Norwegia, Szwecja)
- Glidat Strauss (Izrael)
- Good Humor (Kanada, USA)
- HB (Irlandia)
- Helados La Fuente (Kolumbia)
- Holanda (Meksyk, Ameryka Środkowa)
- Ingman (Finlandia)
- Inmarko (Rosja)
- Kibon (Brazylia, Argentyna)
- Kwality Wall's (Bhutan, Brunei, Indie, Nepal, Sri Lanka)
- Langnese (Niemcy)
- Lusso (Szwajcaria)
- Miko (Egipt, Francja)
- Ola (Belgia, Holandia, Luksemburg, RPA)
- Olá (Portugalia)
- Pingüino (Ekwador)
- Selecta (Filipiny, Komory, Tanzania)
- Streets (Australia, Nowa Zelandia)
- Tio Rico (Wenezuela)
- Wall's (Anglia, Chiny, Indie, Indonezja, Laos, Malezja, Pakistan, Singapur, Szkocja, Tajlandia, Walia, Wietnam)
- Wall's HB (Irlandia Północna)
- 和路雪 (Chiny)